# Tay Son-periode
De Tây Sơn rebellie begon in 1772 als een opstand tegen de Nguyen heersers in het zuiden van Vietnam. De opstand was begonnen door drie broers van de rijke Ho familie (een familie van handelaren) die door de Nguyen koning van fraude beschuldigd waren. De opstand begon in de regio van de stad Quin Hon en breidde zich snel uit door de vele boeren die ontevreden waren met het bewind. In drie jaar tijd hadden de broers Saigon veroverd waar de opstandelingen hun woede koelden op de Chinese handelaren. Er werden er meer dan 10.000 in koelen bloede vermoord.
De broers voerden echter ook een rechtvaardig belastingsysteem in en hervormden de landbouw, onder andere door arme boeren land te geven. Zij lieten ook Katholieke missionarissen toe en stonden het hun toe om in het overwegend boeddhistische land te preken en volgelingen te werven, ze gaven zelfs soldaten mee ter bescherming. Nadat ze zuidelijk en centraal Vietnam onderworpen hadden, rukten ze op naar het noorden en slaagden er uiteindelijk in om ook de Trinh heersers uit het land te verdrijven.
De heerschappij van de broers begint in 1776 in centraal Vietnam, ze veranderen hun familienaam van Ho in Nguyen. In deze tijd heerste de keizer Le Duy Ky van de Le dynastie ook nog in een klein deel van het land. Op 22 december 1788 verklaarde een van de broers, Quang Trung dat de Le dynastie uitgestorven was en nam de keizerlijke titel aan. Op dat moment had Vietnam twee keizers, Le Duy Ky en Quang Trung, en een koning, een van de Ho broers Thai Duc. Dit was de situatie tot 1793 toen het land herenigd werd onder de heerser Bao Hung.
Een jong lid van de verslagen Nguyen clan, Nguyen Anh (Gia Long) had de opstand overleefd en gezworen verder te vechten. Hij en zijn aanhangers veroverden en verloren Saigon verscheidene malen in deze periode van 10 jaar. In deze periode ontmoette hij de Franse priester Pierre Pigneau de Béhaine. Deze ontmoeting zou de latere geschiedenis van Vietnam beïnvloeden. Pierre verborg de jonge Nguyen en werd zijn adviseur. In 1784, toen Nguyen Anhs troepen weer verdreven waren uit Saigon en de omliggende provincies, besloot hij om Pigneau te volmachten om naar Frankrijk te gaan en om Franse interventie te vragen, hij zond zijn zoon, Nguyen Canh, in Aziatische traditie mee als teken van vriendschap.
Pigneau ging eerst naar de Franse kolonie Pondicherry maar daar werd hem verteld dat het een nutteloos project was. Hij besloot toen om rechtstreeks naar de Franse koning Lodewijk XVI te gaan. Hij arriveerde in Versailles in 1787. Frankrijk was op dat moment bijna bankroet en de koning wees het plan af, maar Pigneau drong aan en vertelde de adviseurs van de koning dat de Engelsen al een plan klaar hadden voor de verovering van Vietnam. Hierop kwam de koning terug op zijn besluit en op 28 november 1787 tekenden Pigneau en de Franse minister van buitenlandse zaken een verdrag.
De Fransen zouden Nguyen Anh steunen met 1650 manschappen, wapens, munitie en transport. Vietnam zou Tourane (Đà Nẵng) en het eiland Poulo Condore aan Frankrijk afstaan, en Frankrijk het alleenrecht op handel met Vietnam geven. Ondanks zijn religieuze achtergrond had Pigneau geen enkele referentie tot geloofszaken in het verdrag opgenomen. Na het sluiten van het verdrag besloot hij ook om niet langer Nguyen Anh te vertegenwoordigen maar werd hij de koninklijke commissaris van Frankrijk voor Cochin China.
Pigneau zou zijn mannen en voorraden krijgen van de gouverneur van Pondicherry, Thomas de Conway. Na zijn vertrek veranderde Lodewijk XVI van gedachten en stuurde een bericht naar de Conway waarin hij zei zuinig te zijn met de te geven goederen en als hij goede reden zag, het geheel af te blazen. De Conway was blij met dit bericht, niet omdat hij een hekel had aan Pigneau, maar omdat hij vond dat Azië met zijn hitte, ziekten en heidenen niet het veroveren waard was. De Conway slaagde erin om Pierre tot de lente van 1789 te vertragen.
Toen hij hoorde van het verraad van Lodewijk XVI, kondigde Pigneau aan dat hij zelf een expeditie zou samenstellen. In ruil voor de belofte van handel met Vietnam overtuigde hij Franse handelaren in India om hem te helpen. De handelaren gaven hem twee schepen, wapens en munitie. Hij kreeg ook geld om 400 deserteurs uit het Franse leger te huren.
Hij gaf dit leger aan Nguyen Anh die hem dankbaar was, dankzij deze hulp zou deze triomferen en keizer van Vietnam worden in 1802.
Een van de soldaten, Olivier de Puymanel trainde het Vietnamese leger. Dit leger, meer dan 50.000 man sterk, bestond voor een groot deel uit christelijke bekeerlingen. Een andere soldaat, Jean-Baptiste de Chaigneau, zou later een belangrijk figuur worden in Vietnam.
Tegen het eind van de 18e eeuw waren de Tay Son rebellen ver teruggedrongen. Ze hadden in 1799 een laatste wanhopige verdediging opgeworpen rond de stad Quin Hon, waar de rebellie ook begonnen was. Zij werden daar verslagen door de troepen onder aanvoering van de 19-jarige zoon van Nguyen Anh, Nguyen Canh, die nog naar Versailles geweest was. In 1802 kroonde Nguyen Anh zich in Hué tot keizer van Vietnam en nam de regeertitel Gia Long aan.

## Tay Son festival
In het eerste weekend van augustus of daar omtrent (afhankelijk van de Vietnamese kalender) wordt de Tay Son rebellie herdacht met een groots festival, met muziek en optredens van vele martial art groepen, ook buitenlandse. Dit gebeurt in Quy Nhon, Vietnam.